# ゲルハルト・プヒェルト

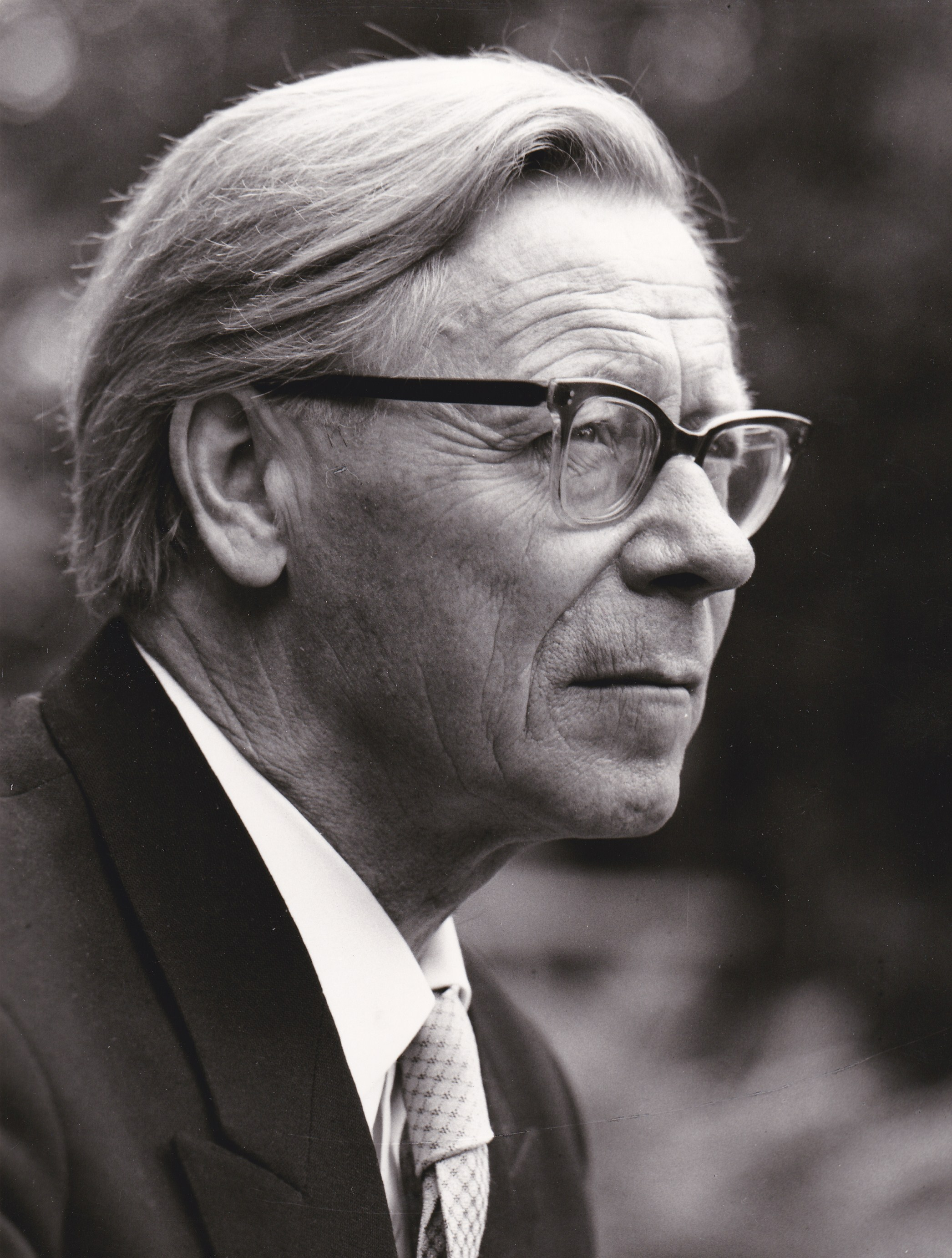
ゲルハルト・プヒェルト

ゲルハルト・プヒェルト（ドイツ語: Gerhard Puchelt, 1913年2月18日 - 1987年8月27日）は、ドイツのピアニスト。シュテッティン（現ポーランド領シュチェチン）生まれ。
1931年から1935年までベルリンの教会音楽学校で学び、エルゼ・C・クラウスとエドゥアルト・エルトマンの薫陶を受けた。その後、ピアノ伴奏者や室内楽を中心に活動したが、1945年にベルリン・フィルハーモニー管弦楽団とシューマンのピアノ協奏曲を共演する等、独奏者としても活躍した。
第二次世界大戦後は1949年から1978年までベルリン音楽大学で教鞭をとりながら演奏活動を続け、娘でヴァイオリニストのクリスティアーヌ・エディンガーとの室内楽も活発に行った。
ベルリンにて死去。